# Boktai 2: Solar Boy Django
Boktai 2: Solar Boy Django (続ボクらの太陽太陽少年ジャンゴ Zoku Bokura no Taiyo: Taiyo Shonen Jango?), también conocido como Zoktai, es un videojuego desarrollado y publicado por Konami para Game Boy Advance. Fue publicado en América y Japón en 2004 y en Europa en 2005, es la secuela de Boktai: The Sun is in Your Hand.

## Juego
La forma de juego de Boktai 2 es en gran parte idéntica a la de su predecesor, consistente en una serie de mazmorras estilo sigilo y rompecabezas, terminando en batallas de jefes contra vampiros, con los nuevos elementos del RPG. Adiciones incluyen nuevas armas, la capacidad de forjar armas, un sistema de dinero y diversas alteraciones sutiles.

### Forja Solar
Este juego incluye una nueva característica llamada forja solar. Puedes usar la forja solar después de haber vencido en la catedral y salvar a Smith. La forja solar permite combinar dos armas en una sola. No importa si la has encontrado, la ha dejado un enemigo, o la hayas comprado. Para utilizar la forja solar, primero debe tener dos armas de cualquier tipo. Dos armas del mismo nombre se producirá otra del mismo nombre, que es útil para crear armas SP más tarde en el juego. (ejemplo Blood Sword + Blood Sword = Blood Sword SP (cuando se hace correctamente), Long Sword + Long Sword = Long Sword SP). Una combinación de dos armas del mismo tipo le dará otra arma de ese tipo, mientras que las armas de dos diferentes tipos dará un tercer tipo (por ejemplo, una espada con una espada siempre dará una espada y una espada con una lanza siempre se convierten en un martillo).

### Dinero
La luz del sol ya no solo se utiliza para energía, sino también como una forma de moneda llamada SOLL, que funciona en todo San Miguel. A medida que se juega durante la luz del día, el jugador gana Energía Solar, o SOL, en las Estaciones Solares dispersas alrededor del mundo en el juego. Al convertir a SOL a SOLL a través del banco local (donde se almacena el SOLL y pueden ganar intereses) con un tipo de conversión 1 SOL= 1 SOLL, la energía se pueden convertir en dinero en efectivo. Este dinero se puede usar para comprar armas y otros diversos objetos. SOLL es también utilizada para la compra de una vida cuando el jugador muere y desea continuar. El jugador puede obtener SOLL mediante la venta de objetos innecesarios. Los SOLL también pueden volver a ser convertidos a SOL cuando desee, ais que el jugador tiene posibilidad de obtener energía, tener dinero, comprar cossas y convertir de SOL a SOLL y viceversa.
A diferencia del primer juego, el jugador no inicia desde el comienzo del juego después de terminar el mismo. El jugador se reanuda el archivo en la última zona salvada. Al igual que el primer juego, este tiene un minijuego que puede ser desbloqueado completando el juego dos veces. El jugador puede tener acceso a este minijuego hablando con el gato Nero (Kuro en la versión japonesa) o completando el juego un número determinado de veces. Premios para altas puntuaciones incluyen fotos y artículos de curación.

### Avenida de los Sueños y la Arena
Boktai ofreció un nivel llamado la "Torre Azul Celeste", que presenta un reto formidable a los jugadores que hayan completado el juego o son altamente calificados. El equivalente en Boktai 2 es llamado Avenida de los Sueños. Para transcurrir los niveles, se utilizan las tarjetas de Tarot, Bearnuts, Zuecos Solares y más. Al completar la avenida te dan un premio, la calidad del premio está basada en la dificultad del reto.
También hay una Arena de Batalla para poner a prueba las habilidades del jugador tipo Boss Rush, también disponible en su secuela. Hay cuatro niveles de dificultad para la arena: Bronce, Plata, Oro y Platino. Cada vez que completas un rank obtienes un objeto especial, por lo general una fotografía de uno de los personajes del juego.

### Misiones
Cuando Lady regresa a la biblioteca, puedes hacer varias misiones de diferentes caracteres. Existen cuatro niveles y tres misiones por cada área. Recibirás recompensas por hacer las misiones. La primera vez que completes una, obtendrás cartas del tarot o armaduras, pero al repetir la misión solo obtendrás una poción de algún tipo. Algunas misiones tienen objetos que no se pueden conseguir en ninguna otra parte. Algunas misiones tienen límites de tiempo y otras tienen necesitan estar terminadas para desbloquear otras misiones.

### Precauciones
- Al igual que el juego anterior, evita cualquier forma de dañar el cartucho.
- El juego advierte si el sensor solar se sobrecalienta. Si pasa eso, los personajes se desmayan y se devuelven al hotel para descansar. Para evitar eso, guarde el juego y espere unas horas apagada o busca una sombra.

## Historia
El juego tiene lugar en San Miguel, la ciudad natal de Django. Cuando Django llega se enfrenta a un misterioso vampiro que roba la Gun Del Sol (Pistola Solar) y la utiliza de alguna manera contra Django. Desarmado, hace su paso por la mazmorra y es recibido por Zazie la chica girasol. Ella le otorga el Sol de Vice (Guante solar), lo que da la capacidad a Django de encantar armas ordinarias, como una espada, con el poder del sol.
Él llega a lo que queda de San Miguel. Al llegar se entera de que el vampiro que robó la Gun Del Sol ha pasado por ahí. Escucha que Smith, el herrero del pueblo, está perdido. El decide ir a buscar a Smith en la esperanza de encontrar algo sobre el vampiro. Guiado por Zazie, que dijo que vio a Smith camino hacia la catedral. Django decide que ese es el mejor lugar para empezar a buscarlo. La historia se desarrolla a partir de aquí en algo mucho más grande.
Hacia el final del juego, Django recuperará su Pistola Solar, pero se verá muy dañada debido al uso que le dio el vampiro. Aunque el personaje conocido como Smith logra repararla, no le es posible restaurarla a su estado original.
Si el jugador decide continuar su juego tras haberlo terminado, él o ella comenzará desde donde el juego fue guardado, en lugar de como la función continuar funcionaba en Boktai 1, donde el jugador necesitaba reiniciar el juego. Hay cuatro diferentes finales que son de alguna forma lo mismo, con excepción de los personajes que están hablando con Django, que básicamente hablan acerca de luz y oscuridad que necesitan estar juntas a fin de ambas coexistir, y que, precisamente, ayudó a Django durante la batalla final. Los personajes incluyen a la Terrenal Lita, Chico Oscuro Sabata, la bibliotecaria llamada Lady, y la nieta de Smith llamada Violeta (Sumire en Japón).
La forma de recibir cada final, depende del número de veces que has vencido al jefe final, la bestia del Juicio Final, Jormungandr. Cuando lo derrotas la primera vez, estarás hablando con Zazie. Después de la primera derrota a Jormungandr, podrás luchar contra él de nuevo hasta haber completado la aventura extra de Megaman (Rockman) con Shademan. Cuando esta haya sido completada y derrotas a Jormungandr otra vez, esatras hablando con Violeta. Cuando derrotas a Jormungandr una tercera vez, hablaras con Sabata. Derrota Jormungandr de nuevo, acabaras hablando con Lady. Una última vez, y hablaras con Lita. El ciclo se repite entonces al derrotar a Jormungandr. 
Hay un total de dos finales malos, como en Boktai 1 si fallas en acumular luz solar para revivir a Otenko. El primer final malo es en la Torre Espiral, mientras Django y Sabata están hablando a Dainn el Negro. Dainn propondrá a Django convertirse en su "Sol Oscuro," y aparece una elección diciendo "Unirse a Dainn el Negro" o "Me Niego!" Optar por el "Unirse a Dainn el Negro" terminara en una corta escena y los créditos. El segundo final malo tiene lugar después de que después de la lucha contra la Pieza Antepasada de Jormungandr. Si fallas en la carga suficiente de luz solar dentro del límite de 10 segundos, Jormungandr se tragara a Django y habrás fallado el sellar la bestia del Juicio Final.

## Personajes
Hay una serie de nuevos personajes que se añade en esta entrega de la serie:
- Kid, que dirige tienda de pociones/armaduras, al principio lo encontramos en cierto punto del juego.
- Lady, la bibliotecaria. Sirve como maestro de un gremio, y es también un maestro de tarot.
- Cheyene, el Gerrero del Viento. Es quien atiende la tienda de armas una vez que lo hayas encontrado y derrotado.
- ??? Un hombre sombrío que atiende la tienda de ataúdes, con muchos ataúdes especiales. Además, Solid Snake (de la serie Metal Gear de Konami) le hace referencia como ???.

Personajes viejos como Master Otenko, Sabata, y Lita (que pasa a atender la tienda de objetos) returnan como tal. Sin embargo, la función de Lita ha cambiado un poco, además de atender el Árbol Solar, ahora vende frutas, eliminando la necesidad de cultivar como en el primer juego. Sus precios dependen de la cantidad de energía solar fue acumulada el día anterior.

## Personajes jugables

### Chico Solar: Django el Rojo
Django el Rojo es la forma normal de Django. En su forma roja, puede utilizar la magia de Sol y Luna. La magia Luna permite usar los elementos Fuego, Hielo, Nube y Tierra. El elemento utilizado en su magia se infunde en su arma. Magia Solar necesita que la barra solar este a cierto nivel antes de ser utilizada. Magia Solar incluye Congelar (detiene a un enemigo), Dash, Curación (para crecer las plantas), y Dinamita. 
Combate sabio, Django el Rojo es elemento Sol. El anda más lento que su forma de vampiro, pero tiene más magia a su disposición. 
Django el Rojo puede ser jugado en multijugador desde el principio.

### Chico Vampiro: Django el Negro
Esta vez, Django gana una serie de nuevas habilidades después de que él es mordido por un vampiro. Entre ellos esta la capacidad de transformarse en Django el Negro. En esta forma, la piel de Django es azul, su ropa es más oscuro, y su bufanda se le da la apariencia de alas. Su banda es tirada a mitad de camino en su rostro, dándole la apariencia de una máscara.
Django el Negro también gana la capacidad de cambiar de forma a murciélago, ratón, o lobo. Como murciélago o ratón, tiene una mayor accesibilidad a nuevas zonas debido a su menor tamaño. En su forma de lobo, muerde a cualquier enemigo con sus espaldas para restaurar su salud, también puede dormir en un ataúd para restaurar la energía solar. Esta forma es la única capaz de utilizar cualquier magia de cambio o la magia oscura encantada. Comer cualquier fruta solar como Django el Negro le dará un dolor de estómago (que hace que su pantalla se convierta en borrosa cuando se desplaza). Asimismo, no puede salir mientras llueve o cuando el indicador solar capta la luz solar, ya que se quemará Django (puede usar la capa de lluvia o protector solar, respectivamente, para evitar daños). Usar la Gun Del Sol también causa daños similares. 
Combate sabio, Django el Negro es elemento oscuro. Él utiliza las armas mucho más rápidamente que cuando esta como Django el Rojo. Cuando se utilicen sus armas también emiten una pequeña onda de choque, dándole una mayor rango también. Después de derrotar un cierto número de enemigos, Django el Negro se sacudirá visiblemente y dará un pequeño gruñido. si es herido después de esto, atacara todo en la pantalla de un ataque de rabia, hiriéndose a sí mismo, pero infligiendo todo lo demás con una cantidad similar de daño.
Django el Negro es jugable en multijugador después de purificar el segundo Inmortal.

### Chico Oscuro: Sabata
Durante dos partes en el juego, ganas el control del hermano oscuro de Django, Sabata. Él sólo tiene un arma y armadura: Gun Del Hell, que dispara energía oscura o puede ser cargada para atacar con un giro disperso y Malla de Luna, que lo hace resistente a todos los elementos. Sabata también hace una carga de oscuridad (obtener energía de las tinieblas) en lugar de una carga solar. La luz del sol le hace daño cuando se expone a ella, que se puede prevenir con protección solar. Tiene dos únicas habilidades de Dark Magic: Zero Shift, que instantáneamente lo mueve (llegando a estar invicible), y Sol Oscuro, que bloquea completamente el sensor solar.
Juego sabio, Sabata es elemento Oscuro. 
Sabata es jugable en modo multijugador después de haber terminado la Torre Espiral.

## Enemigos
Este juego también cuenta con nuevos y viejos enemigos. Algunos enemigos son los cuervos, ciempiés, bandidos, cuidatumbas, hellhounds, abejas, murciélagos, arañas, serpientes, esqueletos, momias, y liches. También hay enemigos carmesí. Enemigos carmesí aparecerán al matar casi a un centenar de un enemigo (es decir, matar a 100 bandidos, habrá bandidos carmesí). Enemigos carmesí dejan objetos raros y dan muchos EXP (puntos de experiencia), pero tienen mucha más vida y ataque.

## Relación con Rockman.EXE 5
Cuando un Adaptador Wireless de Game Boy Advance es conectado a un Game Boy Advance jugando Boktai 2: Solar Boy Django, eres capaz de conectar con Mega Man Battle Network 5 (Rockman. EXE 5: Team of Blues o Team of Colonel para el título original) introduciendo el código L R L R L L R R R R L L SELECT START SELECT START del menú Link. Esto coloca a Django en una zona con el enemigo vampiro en Megaman Battle Network, ShadeMan. EXE, que también aparece a la persona que juega Mega Man Battle Network 5. El objetivo es cualquiera de los dos tratar de derrotar a ShadeMan. EXE en cada juego antes que el otro o para atacar a MegaMan. EXE (Rockman. EXE en la versión en japonés) o a Django via ataques especiales a través de ShadeMan y reducir el HP de su oponente a cero. En la versión de Nintendo DS de Mega Man Battle Network 5, conectando también a Boktai 2: Solar Boy Django puedes obtener "Sol Cross MegaMan.EXE/RockMan.EXE", que le da a la Gun Del Sol disparo cargado y varias otras habilidades. "GunDelSol" también es un battle chip, y hay también un navi chip llamado "Django".
Después que Jormungandr es derrotado, ShadeMan.EXE está disponible como jefe opcional. Después de que él es derrotado, Django gana el MegaBuster (EXE blaster en Japón). Sin embargo, para usar la función de "disparo cargado", el jugador debe luchar por lo menos unos cuantos Crossover Battles, y transmitir el resultado para una posible protector "Mega Power". Otras armaduras de MegaMan también están disponibles.